# Stuart Little (boek)
Stuart Little (Nederlands: Tom Trikkelbout) is een Amerikaans kinderboek van de schrijver E.B. White, uitgegeven door Harper & Brothers in 1945. Het boek werd in 1999 verfilmd in de gelijknamige film dat 2 vervolgen en een televisieserie kreeg.

## Verhaal
In New York woont een familie genaamd de Littles. Op een dag krijgen zij een zeer kleine zoon genaamd Stuart die zo groot is als een muis en er tevens op lijkt. Die jongen beleeft verscheidene avonturen, onder andere met de kat van Littles die Snowbell noemt. Stuart wordt ook vrienden met een vogel genaamd Margalo.

## Nederlandstalige vertaling
In 1947 werd het boek in het Nederlands vertaald onder de naam Tom Trikkelbout door Godfried Bomans. Het werd origineel in het Nederlands taalgebied uitgegeven door De Bezige Bij. Het boek werd enkele keren herdrukt onder de titel Tom Trikkelbout. In 2000 verscheen het boek in het Nederlands onder de titel Stuart Little : avonturen van een kleine, eigenwijze muis wat vertaald werd door Hans Heesen.

## Waardering
In 1970 ontving E.B. White de Laura Ingalls Wilder Medal voor dit boek en Charlotte's Web.

## Bewerkingen
In 1999 verscheen de verfilming Stuart Little waarop in 2002 het vervolg Stuart Little 2 verscheen. In 2003 verscheen er de televisieserie Stuart Little: The Animated Series en in 2005 de animatiefilm Stuart Little 3: Call of the Wild.